# Маядунна (Грама Ніладхарі)
Грама Ніладхарі Маядунна (№ W/104A) — Грама Ніладхарі підрозділу ОС Ухана, округ Ампара, Східна провінція, Шрі-Ланка.

## Демографія
| Населення (2007) | Населення (2007) | Населення (2007) | Населення (2007) | Населення (2007) |
| Населення        | Чоловіки         | Жінки            | Діти             | Дорослі          |
| ---------------- | ---------------- | ---------------- | ---------------- | ---------------- |
| 2210             | 1040             | 1170             | 780              | 1430             |